# Pieris cheiranthi
Pieris cheiranthi (Hübner, 1808), è un lepidottero diurno appartenente alla famiglia Pieridae.

Filogeneticamente affine a Pieris brassicae, è da considerarsi tuttavia un endemismo delle Isole Canarie, Azzorre e di Madera.

## Descrizione

### Adulto
Le ali anteriori sono biancastre, con macchie scure agli apici, mentre quelle posteriori tendono ad essere più gialle. Sulla parte superiore delle ali anteriori, le macchie scure sono fuse a formare un'unica macchia, allungata e più pronunciata.
L'apertura alare va dai 5,7 ai 6,6 cm.

### Uova
Sono a forma di birillo, con profonde scanalature. Vengono deposte a gruppi sulle foglie delle piante ospite.

### Larva
Le larve sono cilindriche, giallo-verdastre, con peluria rada. Tendono a rimanere ravvicinate, sulle foglie delle piante parassitate.

### Pupa
Le pupe sono succinte e simili, per forma e colore, a quelle di Pieris brassicae.

## Distribuzione e habitat
La specie si trova solo nelle Isole Canarie, Azzorre e di Madera.
Il suo habitat è costituito dalla foresta temperata, dal livello del mare fino a 2600 m di quota. La minaccia principale è rappresentata dalla progressiva riduzione delle aree verdi in cui può sopravvivere; per questo motivo Pieris cheiranthi è stata inserita dall'IUCN nella lista rossa delle specie in pericolo, con lo status di vulnerabile.

## Biologia

### Periodo di volo
Da marzo a ottobre.

### Alimentazione
I bruchi si alimentano su foglie di Brassicaceae come Crambe strigosa, Descurainia millefolia e Lobularia canariensis, oppure su Tropaeolaceae come Tropaeolum majus.

## Tassonomia
La specie viene suddivisa in quattro sottospecie, con diversa distribuzione geografica:
- Pieris cheiranthi cheiranthi (Hübner, 1808) (Tenerife, Gran Canaria e La Gomera; su quest'ultima non si hanno riscontri dal 1975)
- Pieris cheiranthi azorensis (Rebel, 1917), (Isole Azzorre)
- Pieris cheiranthi benchoavensis (Pinker, 1968), (Isole Canarie, La Palma)
- Pieris cheiranthi wollastoni (Butler, 1886), (Madera)